# Shanon Phillip
Shanon Phillip (ur. 9 listopada 1988) – grenadyjski piłkarz grający na pozycji obrońcy. Od 2008 roku jest zawodnikiem klubu Carib Hurricane.

## Kariera klubowa
Karierę piłkarską Phillip rozpoczął w klubie Carib Hurricane. W 2008 roku zadebiutował w jego barwach w pierwszej lidze grenadyjskiej. W swoim debiutanckim sezonie wywalczył z nim mistrzostwo kraju.

## Kariera reprezentacyjna
W reprezentacji Grenady Phillip zadebiutował 13 października 2008 roku w przegranym 1:2 meczu Pucharu Karaibów 2008 z Gwadelupą. W 2011 roku został powołany do kadry na Złoty Puchar CONCACAF 2011.